# تشنزويية (غلزار بردسير)
تشنزويية (بالفارسية: چنزوییه) هي قرية تقع في إيران في البلدة المركزية.